# Excelsior Estates
Excelsior Estates est un village des comtés de Clay et Ray, dans le Missouri, aux États-Unis,. Situé à la frontière des deux comtés, il est incorporé en 1986.

## Démographie
Lors du recensement de 2010, le village comptait une population de 147 habitants. Elle est estimée, en 2016, à 138 habitants.

## Source de la traduction
- (en) Cet article est partiellement ou en totalité issu de l’article de Wikipédia en anglais intitulé « Excelsior Estates, Missouri » (voir la liste des auteurs).